# John Furey
John Furey (ur. 13 kwietnia 1951) – amerykański aktor filmowy i telewizyjny, znany przede wszystkim dzięki pierwszoplanowemu występowi w Piątku, trzynastego II (1981) Steve'a Minera. Furey pojawił się także w licznych projektach telewizyjnych, począwszy od oper mydlanych takich jak Wszystkie moje dzieci przez Gliniarza i prokuratora czy JAG – Wojskowe Biuro Śledcze, a kończąc na popularnych sitcomach, jak Zdrówko. Mąż aktorki Denise Galik (od 1991 roku).
W roku 2009 gościnnie wystąpił w filmie dokumentalnym His Name Was Jason: 30 Years of Friday the 13th, zrealizowanym z okazji trzydziestolecia powstania pierwszego filmu z serii Piątek, trzynastego. Podobną rolę powtórzył w dokumencie Crystal Lake Memories: The Complete History of Friday the 13th (2013).